# Clemency (filme)
Clemency é um filme de drama estadunidense de 2019 escrito e dirigido por Chinonye Chukwu. É estrelado por Alfre Woodard, Richard Schiff, Danielle Brooks, Michael O'Neill, Richard Gunn, Wendell Pierce e Aldis Hodge. Teve sua estreia mundial no Festival de Cinema de Sundance em 27 de janeiro de 2019. Foi lançado em 27 de dezembro de 2019, pela Neon.
O filme recebeu aclamação da crítica que elogiou o seu roteiro, fotografia, direção, trilha sonora, temas e a atuação de Alfre Woodard.

## Elenco
- Alfre Woodard como Warden Bernadine Williams
- Wendell Pierce como Jonathan Williams
- Aldis Hodge como Anthony Woods
- Richard Schiff como Marty Lumetta
- Danielle Brooks como Evette Laws
- LaMonica Garrett como Logan Cartwright
- Michael O'Neill como Chaplain David Kendricks
- Michelle C. Bonilla como Sonia
- Vernee Watson-Johnson como Mrs. Collins
- Dennis Haskins como Mr. Collins
- Richard Gunn como Thomas Morgan
- Alex Castillo como Victor Jimenez
- Alma Martinez como Ms. Jimenez

## Recepção
No Rotten Tomatoes, o filme tem um índice de aprovação de 92% com base em 148 avaliações, com uma média de 7,8/10. O consenso do site diz: "Clemency mina questões sociais sérias para envolver o drama, trazido à vida por um elenco notável liderado por Alfre Woodard". No Metacritic, o filme tem uma pontuação média ponderada de 77 em 100, com base em 31 críticas, indicando "críticas geralmente favoráveis".